# Daphnopsis purdiei
Daphnopsis purdiei är en tibastväxtart som beskrevs av Carl Daniel Friedrich Meisner. Daphnopsis purdiei ingår i släktet Daphnopsis och familjen tibastväxter. Inga underarter finns listade i Catalogue of Life.